# Club Voleibol Diego Porcelos
Pour les articles homonymes, voir Université de Burgos.
Club Voleibol Diego Porcelos, ou Universidad de Burgos, est un club espagnol de volley-ball fondé en 1976 et basé à Burgos qui évolue pour la saison 2013-2014 en Primera División.

## Palmarès
- Copa de la Reina
  - Finaliste : 2001, 2002, 2003, 2010.
- Supercoupe d'Espagne
  - Finaliste : 2002, 2006.

## Effectifs

### Saison 2011-2012
Entraîneur : José Miguel Pérez  Espagne